# ضرابی
ضرابی (منسوب به ضراب) می‌تواند به موارد زیر اشاره کند:
- ابراهیم ضرابی، فرمانده نظامی اهل ایران
- ژاله ضرابی، سیاستمدار، نماینده مجلس
- عبدالرحیم کلانتر ضرابی، نویسنده، شاعر و کلانتر شهر تهران
- حمیده بانو کلانتر ضرابی، شاعر و خوشنویس (دختر عبدالرحیم ضرابی، کلانتر تهران)
- علیقلی ضرابی کاشی، میرزا علی‌قلی خان ضرابی کاشی معروف به نبیل‌الدوله (دیپلمات، فرزند عبدالرحیم ضرابی)
- محمدخان ضرابی، بازیگر مرد اهل ایران (از خاندان ضرابی کاشان)
- ملوک ضرابی، خوانندهٔ موسیقی سنتی ایرانی
- تقی ضرابی، موسیقی‌دان اهل ایران
- مرتضی ضرابی، بازیگر و چهره‌پرداز اهل ایران
- مرضیه ضرابی، روزنامه‌نگار ایرانی